# Rémi Gousseau
Rémi Gousseau (né le 19 janvier 1954 au Vésinet) est un compositeur français contemporain, également chef de chœur et chef d'orchestre. il fut baptisé sous les patronymes Rémi Marie Martin le 21 janvier de la même année en l'église Sainte-Marguerite du Vésinet. 
Il fut notamment grand prix du disque, Laser d'or, pour son enregistrement des concertos brandebourgeois de Jean-Sébastien Bach.
Il est chef de chœur de la Maîtrise Saint-Louis de Gonzague de Paris, qu'il dirige de septembre 2000 à 2016.
Rémi Gousseau est, depuis 2003, le fondateur et le directeur artistique des « Estivales en Puisaye-Forterre », festival de musique classique qui se déroule dans la deuxième quinzaine d'août à travers une quinzaine de communes de la Puisaye, dans l'Yonne, la Nièvre et le Loiret.
Chaque année lors des Estivales en Puisaye-Forterre, Rémi Gousseau présente une de ses œuvres originales qui est ainsi créée pour l'occasion.

## Discographie
- "Ave Maria — Intégrale des 20 motets de Camille Saint-Saëns", Maîtrise Saint-Louis-de-Gonzague, Rémi Gousseau (direction), Laurent Jochum (orgue), Paris, Eclipse classic, 2007
- "Œuvres complètes de Joseph Bonnet" — Vol. 3, Maîtrise Saint-Louis-de-Gonzague, Rémi Gousseau (chef de chœur), Frédéric Ledroit (orgue), Paris, Skarbo, 2005.
- "Requiem de Gabriel Fauré et Messe des pêcheurs de Villerville d'André Messager", Maîtrise Saint-Louis-de-Gonzague, Rémi Gousseau (chef de chœur), Frédéric Goncalvès (baryton), Vincent Warnier (orgue), ensemble instrumental Lachrymae, Versailles, Rejoyce, 2004
- "Ad vesperas — Vêpres pour le millénaire" (création contemporaine), Anne-Marguerite Werster (soprano), Frédéric Goncalvès (baryton), Sébastien Fournier, Rémi Gousseau (chef d'orchestre), Paris, Cantabile, 2000
- "Mémoire et patrie" (de Rémi Gousseau), in "Messe militaire", Orchestre de la Garde républicaine, sous la direction d'Yves Parmentier, Paris, Corelia, 1995
- "Symphonie n°9 op. 125 en ré mineur de Ludwig van Beethoven", Sheila Armstrong (sopr), Hanna Schaer, Bruce Brewer, Stafford Dean, Orchestre philharmonique de France, Rémi Gousseau (direction), Chœur du Filharmonia Narodowa (Varsovie), Henry Wojarowski (chef de chœur), Paris, Auvidis, 1988
- "Six concerts brandebourgeois/ Triple concerto en la mineur BWV 1044 de Jean-Sébastien Bach", Les Solistes de l'Orchestre philharmonique de France, Rémi Gousseau (direction), BNL Productions, 2 CD, 1987 (et 1989)

prix du disque Laser d'or 1987-1988.